# Danny Devos
Danny Devos (Vilvoorde, 20 september 1959) is een Belgisch kunstenaar wiens werk voornamelijk om bodyart en performances draait. Daarnaast is hij gefascineerd door misdaad.

## Carrière
Sinds 1979 heeft hij meer dan 100 performances gedaan en verschillende sculpturale installaties over geweld, misdaad en moord gemaakt. Sinds 1987 correspondeerde hij met seriemoordenaars zoals Freddy Horion en Michel Bellen in België en John Wayne Gacy in de Verenigde Staten.
In 1981 richtte hij Club Moral op samen met Anne-Mie Van Kerckhoven. Van 1998 tot 2004 was hij achtereenvolgens "sociaal commissaris" en voorzitter van het NICC, een Belgische belangenorganisatie voor beeldend kunstenaars. Daarbij was hij de motor in de totstandkoming van het Sociaal Statuut van de Kunstenaar in 2003 in België.
In 2005 vertrok hij naar China om er de Artfarm van Wim Delvoye uit te bouwen en te managen.
Een befaamd project was "Diggin' for Gordon", een eerbetoon aan de Amerikaanse kunstenaar Gordon Matta-Clark. Op een voor het publiek geheime plaats graaft hij een put, de werkzaamheden zijn enkel via een webcam te volgen.
Sinds 2021 maakt hij beelden met kunstmatige intelligentie Text-to-image modellen die gebruikt worden om vervolgens met 3D-printer of CNC gefreesde objecten te maken.

### Solotentoonstellingen
| Jaar | Titel                                                            | Opmerkingen     |
| ---- | ---------------------------------------------------------------- | --------------- |
| 1987 | In Memory of Ed Gein                                             |                 |
| 1989 | Belgium's Most Bizarre Artist                                    |                 |
| 1991 | De Moorden in Ruimte Morguen                                     |                 |
| 1991 | True Crime Art                                                   |                 |
| 1993 | The Red Spider of Katowice                                       |                 |
| 1994 | De Wurger                                                        |                 |
| 1994 | De Vampier van Muizen                                            |                 |
| 1996 | Daders van Dodingen                                              |                 |
| 1997 | Ons Geluk                                                        | met Luc Tuymans |
| 2000 | Speech Regained                                                  |                 |
| 2000 | Thai Boy Slim                                                    |                 |
| 2012 | A Study for the Happiest Man Alive                               |                 |
| 2014 | Picnic at Hanssenspark                                           |                 |
| 2015 | The Collector                                                    |                 |
| 2016 | Lily & Rudy                                                      |                 |
| 2023 | La Révolte des Machines ou La Pensée Déchaînée de Frans Masereel |                 |

### Groepstentoonstellingen
| Jaar | Titel                                          | Expositieruimte            | Plaats                        | Land                    |
| ---- | ---------------------------------------------- | -------------------------- | ----------------------------- | ----------------------- |
| 1979 | Untitled                                       | Ruimte Z                   | Antwerpen                     | België                  |
| 1980 | 1980                                           | ICC                        | Antwerpen                     | België                  |
| 1981 | Are You Experienced?                           | VUB                        | Brussel                       | België                  |
| 1982 | World Art Atlas                                | De Warande                 | Turnhout                      | België                  |
| 1983 | Van Drang tot Dwang                            | Club Moral                 | Antwerpen                     | België                  |
| 1984 | De Dood                                        | K4                         | ????                          | België                  |
| 1985 | Automobiënnale                                 | Middelheimmuseum           | Antwerpen                     | België                  |
| 1986 | Antichambres                                   | ????                       | Gent                          | België                  |
| 1988 | Het Onding Kunst                               | Stalker                    | Brussel                       | België                  |
| 1989 | Wahrheit und Dichtung                          | Galerie Maerz              | Linz                          | Oostenrijk              |
| 1989 | Prime Time                                     | W139                       | Amsterdam                     | Nederland               |
| 1992 | Woord en Beeld                                 | MuHKA                      | Antwerpen                     | België                  |
| 1993 | Wunschmaschinen                                | WUK                        | Wolkersdorf im Weinviertel    | Duitsland               |
| 1994 | Transfer                                       | ????                       | Gent Recklinghausen Charleroi | België Duitsland België |
| 1996 | De Rode Poort                                  | SMAK                       | Gent                          | België                  |
| 1996 | Beeldberichten                                 | KMSKA                      | Antwerpen                     | België                  |
| 1999 | Alter Ego                                      | Silpakorn-universiteit     | Bangkok                       | Thailand                |
| 2004 | Pauvre Nous                                    | Factor 44                  | Antwerpen                     | België                  |
| 2004 | Dear ICC                                       | MuHKA                      | Antwerpen                     | België                  |
| 2006 | Voorbij Goed & Kwaad                           | Museum Dr. Guislain        | Gent                          | België                  |
| 2007 | The Moss Gathering Tumbleweed Experience       | NICC                       | Antwerpen                     | België                  |
| 2009 | Al het Vaststaande Verdampt (De Maakbare Mens) | Stadsvisioenen             | Mechelen                      | België                  |
| 2014 | Crime in Art                                   | Museum of Modern Art       | Krakau                        | Polen                   |
| 2018 | Violence in War and Peace                      | Museo Nacional Reina Sofia | Madrid                        | Spanje                  |
| 2018 | Kunstlerraume                                  | Museum Weserburg           | Bremen                        | Duitsland               |
| 2018 | Middlegate II                                  | De Halle                   | Geel                          | België                  |